# Народный артист Беларуси
Народный артист Беларуси (бел. Народны артыст Беларусі) — почётное звание, присваиваемое выдающимся деятелям искусства Беларуси, особо отличившимся в деле развития театра, музыки и кино.

Почётное звание учреждено Постановлением Верховного Совета Республики Беларусь № 3726-XII от 13.04.1995 г.

## Положение о почётном звании

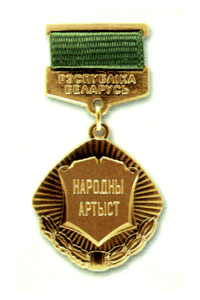
Изображение награды до 2020 года

Почётное звание «Народный артист Беларуси» присваивается не ранее чем через пять лет после присвоения почётного звания «Заслуженный артист Республики Беларусь» или «Заслуженный деятель искусств Республики Беларусь» артистам, режиссёрам, балетмейстерам, дирижёрам, хормейстерам, музыкальным исполнителям, создавшим высокохудожественные образы, спектакли, кинофильмы, телеспектакли, телефильмы, концертные, эстрадные, цирковые программы, музыкальные, телевизионные и радиопроизведения, внесшие выдающийся вклад в отечественную культуру и получившие широкое общественное признание.

## Описание знака к почётному званию
Знак представляет собой равносторонний четырёхугольник с овальными углами, вписанными в круг диаметром 26 мм. В нижней его части расположен венок из дубовых и лавровых листьев. Площадь знака имеет рельефную насечку в радиальном направлении. В центре знака — рельефное изображение листа с текстом, соответствующим званию. Обратная сторона знака имеет гладкую поверхность.
Знак при помощи ушка и кольца соединяется с колодкой шириной 20 мм и высотой вместе с ушком 18 мм. Колодка обтянута муаровой лентой зелёного цвета. В нижней части колодки расположена надпись «Республика Беларусь». Колодка унифицирована для трёх видов знаков.
Знак изготавливается из томпака с позолотой.